# Јосип Марјановић Јосо
Јосип Марјановић Јосо (Велика Солина, код Глине, 30. април 1905 — шума Пролом, код Обљаја, 10. октобар 1941), учесник Народноослободилачке борбе и народни херој Југославије.

## Биографија
Рођен је 30. априла 1905. године у селу Велика Солна код Глине, у сиромашној сељачкој породици.
Због немаштине, године 1930. напустио је родни крај и отишао у Уругвај као печалбар. Тамо је радио три и по године. Тамо је постао члан Комунистичке партије 1933. године. У Уругвају је завршио и једногодишњу партијску школу. Године 1934. вратио се у родни крај. Због револуционарног рада 1936. је ухапшен и осуђен на три године робије у Лепоглави. Након изласка из затвора 1939. године, постао је члан Котарског комитета КПХ за Глину.
Након доласка усташа на власт, Марјановић је 20. априла 1941. са групом комуниста ухапшен и отпремљен у логор „Даница“ код Копривнице. Требало је да буде стрељан, али је једне августовске ноћи успео да побегне и врати се у своје село.
Учесник Народноослободилачке борбе је од 1941. године. Постао је политички комесар Партизанског одреда „Пролом“.
Погинуо је 10. октобра 1941. године у сукобу са три сатније усташа, домобрана и жандара у шуми Пролом код села Обљај.
Указом Президијума Народне скупштине Федеративне Народне Републике Југославије, 20. децембра 1951. године, проглашен је за народног хероја.